# Manifiesto de la Rus del Sur

Mapa con los territorios de Ucrania ocupados por Rusia.

El manifiesto del Consejo Popular de la Rus del Sur, o simplemente manifiesto de la Rus del Sur es un documento que pide la creación de un Estado étnicamente ruso en territorio de Ucrania, en el marco de la invasión rusa de Ucrania de 2022. Su nombre deriva de la histórica Rus de Kiev, que influenció tanto en la formación de Ucrania como de Rusia.

## Descripción

Los territorios ocupados de Ucrania en un mapa incorporados a Rusia occidental.

Este manifiesto fue escrito por varios miembros de Rusia Unida en abril de 2022 y filtrado el 28 de abril de 2022. El área que considera y destaca este manifiesto se refiere a los territorios ocupados de Ucrania desde febrero de 2022 por las Fuerzas Armadas de Rusia, para el cual el Kremlin está considerando la posibilidad de transformarlo en la Rus del Sur. Esto está en correlación directa y es un impacto de la invasión rusa de Ucrania en 2022.

## Texto
El manifiesto presentado por miembros de Rusia Unida:

El Estado de Ucrania, tras el derrocamiento del presidente legítimamente electo en 2014, reiterada violación de la Constitución adoptada popularmente, tras discriminación lingüística de los ciudadanos, libertad de expresión y libertad de conciencia, tras desatar una guerra contra sus conciudadanos y actos de genocidio de Crimea, perdió su legitimidad dentro de las fronteras de la RSS de Ucrania.

En respuesta al terror y la imposición totalitaria de la ideología del nazismo y bandera por parte del antiguo Estado de Ucrania, nosotros, en la forma del Consejo Popular de Rusia del Sur, tomamos el poder en nuestras propias manos y establecemos un nuevo estado del Sur de Rusia.
La Rus del Sur se reconoce a sí misma como la heredera de la antigua Rus de Kiev unida con Ilya Muromets y Alexander Nevsky. La heredera del Sich de Zaporiyia - Tarás Bulba y Bohdán Jmelnitski. La heredera de Nueva Rusia, que fue creada por Catalina la Grande, poniendo así fin a las guerras, los robos y la trata de esclavos de siglos de antigüedad por parte del pueblo ruso. Los sucesores legales de la RSS de Ucrania, en la que, junto con todos los pueblos de la Unión Soviética, derrotamos al fascismo, creamos centros industriales y científicos en nuestra tierra.
Construimos nuestro estado sobre la base de la comprensión del parentesco histórico y genético y la unidad del trino pueblo ruso de ucranianos, bielorrusos y rusos, la amistad fraternal y la ayuda mutua.
Reconocemos la ortodoxia como fundamento de nuestra cultura e identidad, con igualdad y libertad de todas las religiones y nacionalidades, reconocemos el idioma ruso, así como el dialecto ucraniano, como lengua materna y lengua de comunicación interétnica, con igualdad de todos los idiomas y nacionalidades.
Los principales objetivos del estado independiente de la Rus del Sur son el logro y la protección de la paz en nuestra tierra, la erradicación completa del nazismo de Bandera. Garantizar en la vida cotidiana la protección de los derechos y libertades de cada uno de nuestros ciudadanos, la devolución del subsuelo, la tierra y la producción al pueblo y al Estado. Garantizar un nivel digno de vida, educación y medicina para todos.

Reconocemos la libertad y el derecho a expresar la voluntad de los habitantes de Crimea, reconocemos la elección de Donbass. El estado de Rus del Sur también existirá y operará después del período de transición sobre la base de una expresión universal, abierta a los observadores de todos los países, de la voluntad del pueblo a través de un referéndum nacional.

## Impacto
El pedido de Rusia Unida no tuvo un impacto más allá del mediático en la geopolítica del gobierno de Vladímir Putin para los territorios ucranianos, en septiembre de 2022 el gobierno ruso realizó referéndums unilaterales para la incorporación total a Rusia, la anexión del sudeste ucraniano se completó a finales del mismo mes.